# Deepwater Horizon
Deepwater Horizon – półzanurzalna, dynamicznie pozycjonowana platforma wiertnicza należącą do Transocean – największego na świecie dostawcy mobilnych konstrukcji wykorzystywanych w morskim przemyśle wydobywczym paliw kopalnych. Platforma została zbudowana w latach 1998–2001 przez południowokoreański koncern Hyundai, zarejestrowana w Majuro na Wyspach Marshalla i wydzierżawiona dla koncernu BP (umowa do sierpnia 2013). Platforma była przystosowana do dokonywania wierceń do głębokości morza do ok. 2450 m (8000 stóp), a maksymalną głębokość odwiertu podano 30 000 stóp (ok 9150 m), aczkolwiek ustanowiła rekord świata w rzeczywistej głębokości wertykalnej (tzw. TVD – z ang. True vertical depth) wykonanego odwiertu (10 683 m), przy zmierzonej długości otworu wynoszącej 10 685 m.
Deepwater Horizon zatonęła 22 kwietnia 2010 w amerykańskim sektorze Zatoki Meksykańskiej na skutek eksplozji dwa dni wcześniej. Większość 126 osobowej załogi zdołała się ewakuować. 11 osób uznano za zaginione. Platforma znajdowała się wówczas ok. 60 km na południowy wschód od wybrzeży Luizjany, a głębokość morza wynosiła 1650 m.